# Jean Lloyd
Pour les articles homonymes, voir Saint Jean et Lloyd.
Jean Lloyd (né à Breconshire au pays de Galles et mort le 22 juillet 1679 à Cardiff au pays de Galles) est un prêtre catholique gallois, mort en martyr sous le règne de Charles II.

## Biographie
Né dans une famille galloise restée fidèle à l'Église catholique il désire très jeune se faire prêtre. Pour cela il part pour le continent et après un premier séjour à Gand il s'inscrit au Collège anglais de Valladolid. Devenu prêtre il fait partie de ces hommes qui prêtèrent serment de retourner dans leur pays d'origine quoiqu'il en coûte. En 1659 il retourne au pays de Galles et vivra pendant plus de 20 caché au service des catholiques. Il est finalement arrêté à Penlline, Glamorgan, le 20 novembre 1678 et emprisonné à Cardiff. Là, il retrouve le jésuite Philip Evans lui aussi emprisonné.
Les deux prêtres ont été traduits en justice le lundi 5 mai 1679. Ils ont été jugés pour être prêtres catholiques et être venus en Angleterre et au pays de Galles contrairement aux dispositions de la loi de 1584 relative aux prêtres catholiques. Ils sont condamnés à mort et pendus, traînés et équarris le 22 juillet.

## Vénération
Jean Lloyd fut béatifié en 1929 par le pape Pie XI, puis canonisé le 25 octobre 1970 par le pape Paul VI. Il est fêté le 22 juillet, et le 25 octobre en tant que l'un des quarante martyrs d'Angleterre et du pays de Galles.